# Mitra (cráter)
Mitra es un cráter de impacto que está unido al borde exterior occidental del cráter más grande Mach, en la cara oculta de la Luna. Justo al oeste de Mitra se halla Bredikhin, y al sur-sureste se encuentra Henyey. 
|  |

Se trata de una formación muy erosionada con un borde exterior que ha sido dañado por impactos posteriores. En dirección sureste se localiza el cráter satélite Mitra J. Numerosos impactos más pequeños afectan al brocal, quedando muy poco del borde original intacto. En el interior, un cráter más pequeño ocupa la parte suroeste de la plataforma, y un pequeño cráter en forma de copa atraviesa el sector noreste del borde de esta formación, llegando muy cerca del punto medio de Mitra. El suelo restante está marcado solo por algunos pequeños cráteres.
Mitra se encuentra dentro de la Cuenca Dirichlet-Jackson.

## Cráteres satélite
Por convención estos elementos son identificados en los mapas lunares poniendo la letra en el lado del punto medio del cráter que está más cerca de Mitra.
|       | \| Mitra \| Coordenadas \| Diámetro \| \| ----- \| ------------------------------- \| -------- \| \| A \| 20°48′N 154°06′O / 20.8, -154.1 \| 46 km \| \| J \| 15°54′N 153°12′O / 15.9, -153.2 \| 46 km \| \| Y \| 21°30′N 155°12′O / 21.5, -155.2 \| 26 km \| |          |
| Mitra | Coordenadas | Diámetro |
| A     | 20°48′N 154°06′O / 20.8, -154.1 | 46 km    |
| J     | 15°54′N 153°12′O / 15.9, -153.2 | 46 km    |
| Y     | 21°30′N 155°12′O / 21.5, -155.2 | 26 km    |